# Francesco Tiberi Contigliano
Pour les articles homonymes, voir Tiberi.
Francesco Tiberi Contigliano (né le 4 janvier 1773 à Contigliano, dans l'actuelle province de Rieti, dans le Latium, alors dans les États pontificaux et mort le 28 octobre 1839 à Rome) est un cardinal italien du XIXe siècle.

## Biographie
Francesco Tiberi Contigliano exerce diverses fonctions au sein de la Curie romaine, notamment auprès la Rote romaine, de la Congrégation des rites et du palais apostolique. Il est nommé archevêque titulaire d'Athènes.
Le pape Grégoire XVI le crée cardinal in pectore lors du consistoire du 30 septembre 1831. Sa création est publiée le 2 janvier 1832. 
Le cardinal Contigliano est évêque de Jesi de 1832 à 1836 et il est préfet du Tribunal suprême de la Signature apostolique en 1837.

### Sources
- Fiche du cardinal Francesco Tiberi Contigliano sur le site Catholic-hierarchy
- Fiche du cardinal Francesco Tiberi Contigliano sur le site fiu.edu